# Bärnkopf
Bärnkopf è un comune austriaco di 347 abitanti nel distretto di Zwettl, in Bassa Austria.